# Actions Presse lycéennes
 (août 2014).
Pour les articles homonymes, voir APL.
Actions Presse lycéennes (APL) est un journal lycéen français fondé en 1978. 

## Historique
Connue d'abord sous le nom d'Agence de presse lycéenne, elle se veut l'Agence d'information sur le mouvement lycéen. Elle regroupe des militants du Parti communiste révolutionnaire (marxiste-léniniste), de l'Union des travailleurs communistes libertaires, de l'Organisation communiste des travailleurs, de Lutte ouvrière et surtout de nombreux jeunes lycéens politisés mais non organisés dans un parti politique.
Progressivement l'agence de presse se transforme en journal d'information national et en animatrice d'un réseau de journaux lycéen (Fameck, Lorient, Blois, Marignane, Montreuil) et à Paris : Bergson, Henri IV et Paul Valéry. 
À partir de 1980, elle participe à l'aventure des radios libres avec Radio Gavroche puis Fréquence libre (« du goudron et des plumes »).
En 1981, elle est reconnue par le SGEN CFDT comme un interlocuteur. La plupart ses responsables locaux se font élire dans les conseils d’administration de leur lycée tandis que de premières concertations s'engagent avec le ministère de l'Éducation nationale en vue de la reconnaissance d'une vie démocratique lycéenne. Il faudra néanmoins attendre 1990 pour voir reconnu les droits lycéens d'association et d'expression.
En 1982, les journaux de son réseau engagent le premier rassemblement des journaux lycéens. 
Après 1983, l'APL n'a plus d'activité.
Lui succède alors J Presse en tant que support aux journaux locaux. Après la dissolution de Pour un syndicalisme autogestionnaire en 1991, le réseau militant issu de l'APL rejoint, sous la conduite de Pascal Famery, Turbulence un réseau associatif jeune adossé à la CFDT. Ce réseau existera de 1993 à 1999
Dès 1983 se développe un concours de journaux lycéens qui perdure aujourd'hui sous une forme nouvelle depuis le soutien de la Fondation Varenne. Dès 1983, l'Éducation nationale prend en compte la nécessité d'introduire les moyens d'information dans l'enseignement. Le  Clemi (Centre de liaison de l’enseignement et des médias d’information) est né.
En 1999, un projet de Journal lycéen mondial avec l'appui de Libération voit le jour pour l'entrée dans le XXIe siècle. Dans le même temps, l'arrêt progressif de Turbulence par la CFDT, conduit certains de ses responsables vers le Clemi qui connaîtra une dynamisation certaine.

## Personnalités et APL
Actions Presse lycéennes compta parmi ses animateurs Pascal Famery.